# Госфорд
Госфорд (енгл. Gosford) је град Аустралији у савезној држави Нови Јужни Велс. Према попису из 2006. у граду је живело 282.726 становника.

## Становништво
Према попису, у граду је 2006. живело 282.726 становника.
| 1991.   | 1996.   | 2001.   | 2006.   |
| ------- | ------- | ------- | ------- |
| 197,128 | 227,657 | 255,429 | 282,726 |